# 世紀末音楽研究所
世紀末音楽研究所（せいきまつおんがくけんきゅうしょ）は、当時駆け出しの余り売れなかった作曲家の西村朗と吉松隆が1984年に結成したユニット。
当時の「音楽芸術」誌にも紹介されニュースになったが、その名に反して研究所としての実態はなく、あくまでお遊びであり冗談である。活動内容は毎週レッスンの帰りにもっぱら焼き鳥屋の飲み屋か温泉で飲み明かして語り合うことだった。音楽評論家の石田一志から「今もっともクレイジーなムーブメント」と呼ばれたが、吉松・西村が共に手がけた作品としては『ロトの黙示録』ぐらいしか残らず、1999年、21世紀の到来を目前に控えて解散した。西村は「今までに存在した研究所や組織の中では史上最低のものであることは確実」と発言し、吉松は「しかし、方向性としては面白いものだった」と振り返っている。